# Marshall Phillips
Marshall Phillips (Atlanta, 31 ottobre 1975) è un ex cestista statunitense, professionista nella NBDL, in Europa e in Sudamerica.

## Palmarès
- Campione USBL (2000)
- CBA All-Defensive First Team (2005)